# Vänern
Vänern (deutsch auch Vänernsee, Vänersee, früher auch Wenersee) ist ein See im Südwesten von Schweden, gelegen zwischen den historischen Provinzen Dalsland, Värmland und Västergötland. Mit einer Fläche von 5.519,1 km² ist er der größte See des Landes, der größte der Europäischen Union sowie nach den beiden in Russland gelegenen Seen Ladogasee und dem Onegasee der drittgrößte See Europas.
Während der letzten Eiszeit stand der Vänern mit dem Meer in Verbindung, was bis heute Auswirkungen auf seine Flora und Fauna hat, z. B. Vorkommen mariner Lebensformen im Süßwasser. Es leben 35 verschiedene Fischarten in ihm. Seine Topografie verdankt er der nacheiszeitlichen Landhebung.

## Geographie
Der Vänern liegt 44 Meter über dem Meeresspiegel und hat eine mittlere Tiefe von 27 Metern; seine größte Tiefe beträgt 106 Meter. Er besitzt ein Volumen von 153 Kubikkilometern und seine Küstenlinie beträgt etwa 2000 Kilometer.
Der See wird durch einen Sund zwischen der Halbinsel Värmlandsnäs und der Insel Kållandsö in einen westlichen und einen östlichen Teil geteilt. Der westliche Teil des Vänern wird auch als Dalbosjön bezeichnet, der größere östliche Teil auch als Värmlandssjön. Aus dem westlichen Teil entwässert der Vänern bei Vänersborg über den Göta älv nach Südsüdwest zum Kattegat.
Die größten Inseln im Vänern sind Torsö, (61 Quadratkilometer, vor Mariestad), Kållandsö (57 Quadratkilometer, nahe Lidköping) und Hammarö (47 Quadratkilometer, bei Karlstad). Der See hat außerdem mehrere Schärengärten und dadurch insgesamt etwa 22.000 Inseln.
Der Vänern bietet zusammen mit dem zum Trollhätte-Kanal ausgebauten Göta älv nach Göteborg und dem Göta-Kanal über den Vättersee Richtung Ostsee eine Wasserstraße quer durch Schweden. Über den Göta-Kanal steht der Vänern auch mit dem Vättern in Verbindung.

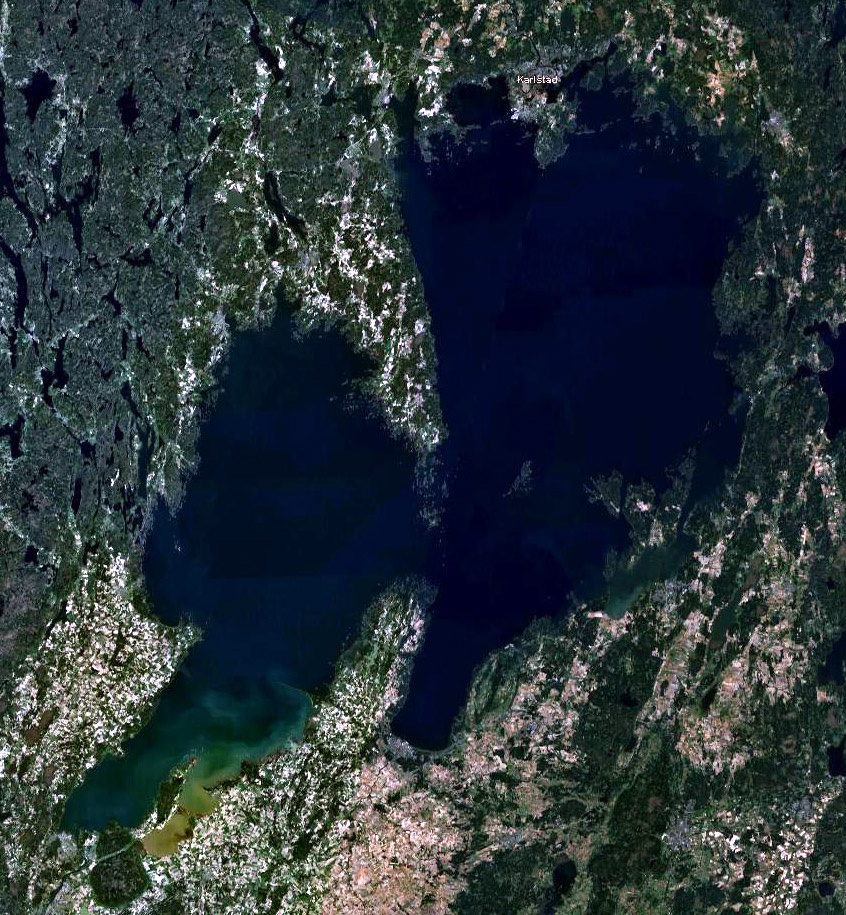
Satellitenbild des Vänern
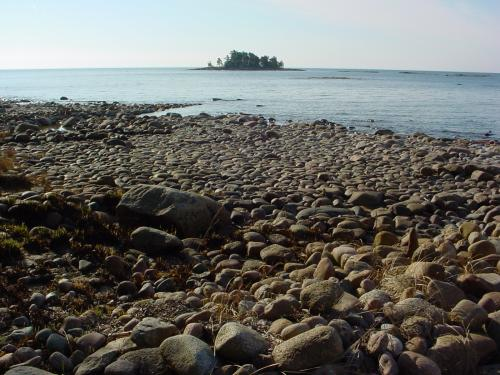
Blick auf den Vänern von Hjortens Udde
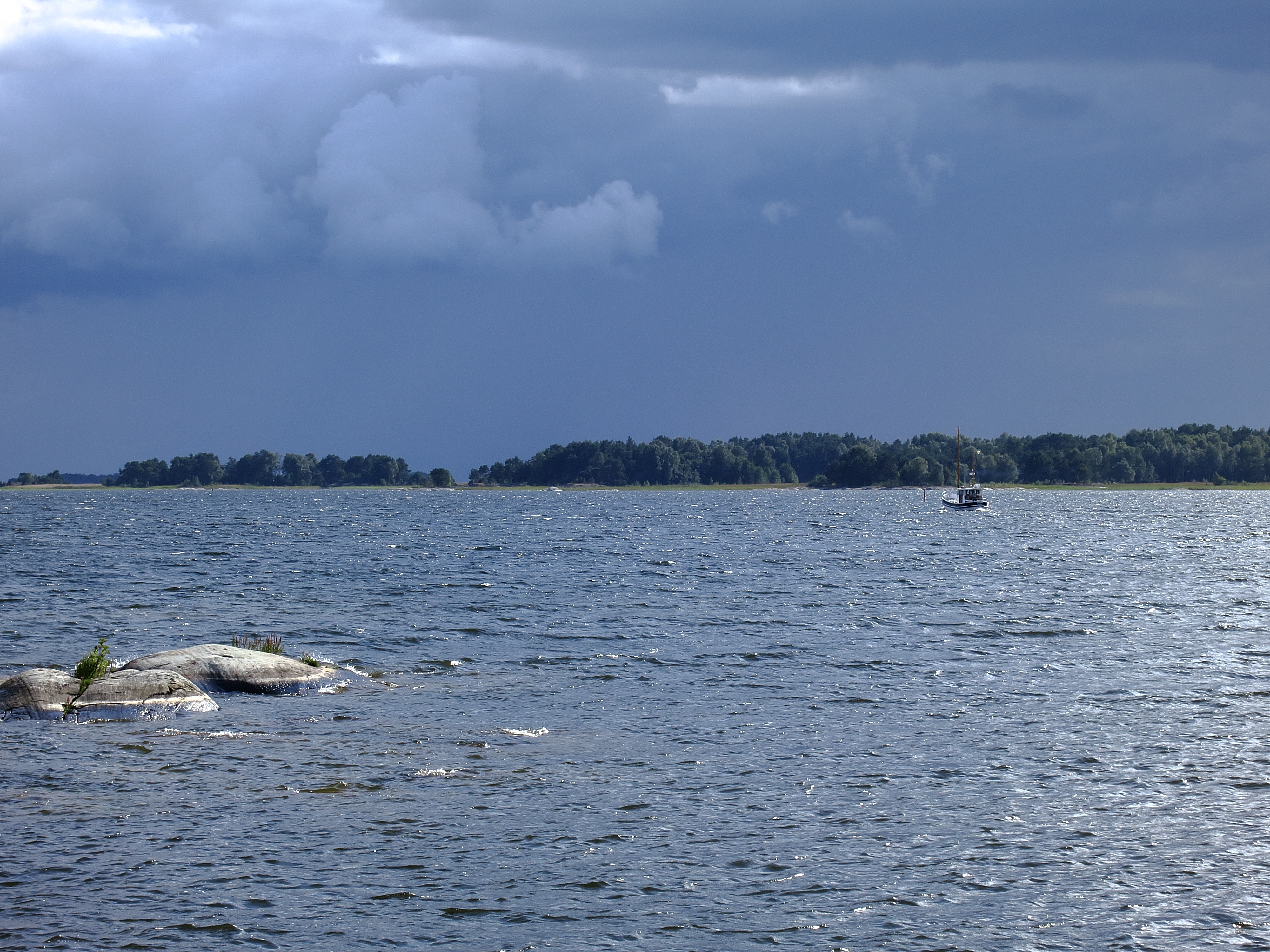
Blick auf den Vänern von Ekenäs

## Vögel
Die meistverbreiteten Vögel nahe dem Vänern sind Seeschwalben und Möwen verschiedener Art. Die Kormorane verschwanden im 19. Jahrhundert, sind jedoch mittlerweile zurückgekehrt und haben eine stabile Population gebildet.

## Naturschutzgebiete (Auswahl)
- Nationalpark Djurö
- Kalvö Schärengarten (Natura-2000-Gebiet)
- Naturreservat Surö (Natura-2000-Gebiet)
- Nötön-Åråsviken